# William Howie, Baron Howie of Troon
William Howie, Baron Howie of Troon (* 2. März 1924; † 26. Mai 2018), bekannt als Will Howie, war ein britischer Politiker der Labour Party. Er gehörte dem Unterhaus von 1963 bis 1970 an und war seit 1978 Mitglied (Life Peer) des Oberhauses. 

## Leben
Howie studierte am Glasgow Technical College und war als Hoch- und Tiefbauingenieur, Journalist sowie Verleger tätig.
Von 1976 bis 1995 war Howie Direktor für internationale Beziehungen der Thos Telford Ltd. Von 1977 bis 1979 war er Mitglied des Committee of Inquiry into Engineering Profession und war Mitglied der Societé des Ingenieurs et Scientifiques de France in Frankreich.
Howie war Berater (Consultant) der George S Hall Ltd und beim Highways Magazine sowie Vorsitzender (Chairman) der Parliamentary Perceptions Ltd und Vizepräsident (Vice-President) der Periodical Publishers Association. 

## Mitgliedschaft im House of Commons
Bei der Unterhauswahl 1959 trat er erfolglos im Wahlkreis Cities of London and Westminster an. 1963 wurde Howie bei einer Nachwahl im Wahlkreis Luton ins House of Commons gewählt, nachdem der konservative Abgeordnete Charles Hill Vorsitzender (Chairman) der Independent Television Authority wurde. Seine Antrittsrede hielt er am 9. November 1963. In den folgenden Jahren sprach er unter anderem zu den Themen Steuern, Algerien und Irak, Pässe und Kambodscha.
Bei der Unterhauswahl 1964 wurde er mit einer Mehrheit von nur 723 Stimmen wiedergewählt. Von 1964 bis 1966 war er Assistent Whip, von 1966 bis 1967 Lord Commissioner beim Finanzministerium (Treasury) und von 1967 bis 1968 Comptroller von HM Household. Bei der Parliamentary Labour Party (PLP) war er von 1968 bis 1970 stellvertretender Vorsitzender (Vice-Chairman).
Bei der Wahl 1966 hielt er den Sitz mit einer auf 2.464 Stimmen angestiegenen Mehrheit, unterlag aber bei der Unterhauswahl 1970 dem Konservativen Charles Simeons.

## Mitgliedschaft im House of Lords
Howie wurde am 21. April 1978 zum Life Peer als Baron Howie of Troon, of Troon in the District of Kyle and Carrick ernannt. Die offizielle Einführung ins House of Lords erfolgte am 3. Mai 1978 mit der Unterstützung von John Smith, Baron Kirkhill und Fred Peart, Baron Peart. Seine Antrittsrede hielt er am 17. Mai 1978. Als Themen von politischem Interesse nannte er auf der Website des Oberhauses die Bauindustrie, professionelle Ingenieure und höhere Bildung.
In den späten 1970er Jahren sprach er unter anderem zur Scotland Bill, dem Scotland Act 1978 und der regionalen Industriepolitik. Bei seinen Wortmeldungen in den 1980er Jahren sprach er zur Industrie, der Polizeiausstattung, Produktions- und Verkaufsproblemen bei Büchern und Education Reform (Northern Ireland) Order 1989. In den 1990er Jahren meldete er sich unter anderem zum Verkehr in London, der Arbeitslosigkeit, der Sommerzeit, Sicherheitsmaßnahmen bei Feuer und dem Irak zu Wort. In den 2000er Jahren hielt er Reden zur Sicherheit bei Feuer, der Registrierung von Wohltätigkeitsorganisationen, der Reform des Oberhauses und der damaligen Rolle des House of Lords als oberstes Gericht.
Bei der All Party Parliamentary Group for Excellence in the Built Environment, die 2010 gegründet wurde, war er Schatzmeister. Er war Mitglied der All Party Urban Development Group. Im Rahmen seiner Mitgliedschaft im Science and Technology Committee führte er Gespräche mit Wissenschaftlern über die Influenza. Im Rahmen dessen nahm er an einer Reise nach Australien teil. Howie ist außerdem Mitglied der All-Party Parliamentary Archaeology Group. Howie gehörte noch mehreren anderen All Party Groups an.
Am 17. Juli 2007 wurde enthüllt, dass Howie den Vorsitzenden der Lobbying-Gruppe Westminster Advisers mit einem Sicherheitsausweis des Parlaments ausgestattet hatte.
An Sitzungstagen war Howie trotz seines hohen Alters (weit über 80 Jahren) regelmäßig anwesend.

## Ehrungen
Howie war Fellow des Institute of Civil Engineers und Honorary Fellow der Association of Building Engineers sowie des Institute of Sanitary Engineers.